# 城興寺 (京都市)
城興寺（じょうこうじ）は、京都市南区にある真言宗の寺院。山号は瑞寶山（ずいほうざん）。本尊は千手観音。歴史的名称では成興寺とも書く。洛陽三十三所観音霊場第22番札所。

## 歴史
創設は平安時代後期の応徳2年（1085年）。寺地は藤原氏の邸宅の一つ九条邸があったところで、ここに藤原道長の孫藤原信長がいとなんだ九条堂（または九条院）を起源とする。その後永久元年（1113年）に藤原忠実がこの堂を寺とし、保安3年（1123年）に伽藍供養がおこなわれたと寺伝は伝えている。
ところが、当時の記録によれば寺伝とは全く異なる経緯が判明する。すなわち、信長の死後に九条堂はその未亡人であった後室が領し、僧となっていた息子の澄仁が別当を務めていた。ところが、後室は九条堂を白河法皇に寄進した上、不仲となった澄仁を追放してしまったのである。そのため、嘉承元年（1106年）、比叡山横川に逃れた澄仁と彼に同情する悪僧・神人が後室が住んでいた関白藤原師通の二条亭を襲撃して報復を加えたものの、これに激怒した白河法皇は澄仁を処罰しただけでなく天台座主の仁源に九条堂を与えてしまったのである。この時点で九条堂は藤原氏の手から失われ、王家領もしくは延暦寺の有力門跡であった梨本門跡領とされ、後に白河法皇の孫で同門跡を継承した最雲法親王が領したと考えられている。
平安時代末期には、最雲法親王の弟子であった以仁王がこの寺の寺領を領していたが、治承3年（1179年）平氏政権によってとりあげられて梨本門跡出身の天台座主明雲に与えられた。このことが以仁王の挙兵の原因のひとつとされている。明雲が法住寺合戦で戦死した後、先の平氏政権の没収措置の正当性などを含めてその領有について紛糾するが、明雲の弟子承仁の領有を経て、以仁王の子で承仁の弟子でもあった真性にうけつがれた。その後、青蓮院の支配を経て、16世紀の記録によると寺領は比叡山不動院の管理下にあったことが知られる。
創建当初は広大な寺域をほこったが徐々におとろえ、現在では本堂の観音堂と庫裏、寺内社として薬院社を残すのみである。江戸時代から観音霊場として有名で、安永9年（1780年）発行の『都名所図会』には「成興寺は九条烏丸にあり、本尊観世音は慈覚大師の作なり」という記載がある。
境内の薬院社は、平安時代初期にこの付近にあった平安京の施薬院に由来し、薬院稲荷として崇敬をあつめてきたが、1877年（明治11年）に城興寺吒枳尼天堂に合祀された。

## 境内
- 本堂（観音堂） - 本尊の千手観音は円仁作と伝えられる。
- 庫裏
- 薬院社 - 祭神：施薬院稲荷
- 次郎吉稲荷社
- 山門

## 前後の札所
洛陽三十三所観音霊場
21 法性寺　-　22 城興寺　-　23 東寺

## 所在地・アクセス
- 京都市南区東九条烏丸町7-1（烏丸九条上ル）
- 京都市営地下鉄九条駅、京都市バス大石橋バス停下車すぐ